# ユニクエスト
株式会社ユニクエスト（英: UNIQUEST INC.）は、大阪府大阪市に本社を置く日本のWebサービス・葬儀紹介会社。
『セレなび』(旧、葬儀本.com）や『小さなお葬式』などの事業を展開している。

## 概要
2006年当時、インターネット上に葬儀に関連する情報がほぼ存在せず、また、葬儀価格が消費者にとって不明瞭であることに着目し、葬儀関連事業を開始。同年に「葬儀本.com」（葬儀価格比較サイト）をリリース、2009年10月にはWeb集客型葬儀業者紹介サービス「小さなお葬式」をリリースした。

## 沿革
2006年8月に、田中智也（現、ナッシュ創業社長）が株式会社ユニクエスト・オンラインを設立（資本金300万円）。「葬儀価格検索」をコンセプトとしたWEBサイト「葬儀本.com」（現「セレなび」）をリリース。
2009年4月に大阪市中央区本町内に本社を移転、同9月に「お花配達.com」（葬儀用供花配達）をリリース、同10月に「小さなお葬式」をリリース。
2010年11月に大阪市西区靱本町に本社移転、翌2011年10月に大阪市北区中之島に本社移転。翌2012年9月に「てらくる」（僧侶手配サービス）をリリース、同11月に「小さなお仏壇」をリリース。

### アルファクラブグループ入り
2013年1月にアルファクラブ武蔵野株式会社が親会社となる。同7月に「小さなお葬式の海洋散骨」（海洋散骨サービス）をリリース
2015年2月に「小さなお葬式の永代供養」をリリース、同9月に「Faceee」（遺影加工及び遺影額販売サービス）をリリース。
2016年10月に「お墓のお引越し」をリリース、同12月 に大阪市西区靱本町に本社移転。
2017年11月に「OHAKO」（納骨先比較サイト）をリリース
2018年6月に株式会社ユニクエストに社名変更、同11月に「小さなお葬式の樹木葬」をリリース
2019年3月に企業主導型保育園「本町おひさま保育園」を開園。翌4月に「てらさぽ」（僧侶手配用スケジュール・情報管理スマホ専用アプリ）、「いつもこころに」（定額ペット葬）をリリース。
2020年3月に「enishi（えにし）」（訃報連絡サービス）、「タイムカプセル」（LINE遺言サービス）をリリース。同7月に「RashiK（ラシク）」（終活メディア）をリリース
2020年6月、ライフアンドデザイン・グループを、鎌倉新書創業家次男、村元康よりM&A。
2021年12月、公正取引委員会の指摘に基づき、委託葬祭業者に対する特約加盟店制度を廃止した
2023年6月、消費者被害防止ネットワーク東海は、当社サイト上の表現について有利誤認の疑いがあるため是正を申し入れた。同年9月、当社はこれを是正する旨を回答。
2025年6月、消費者支援機構関西は、傘下のライフアンドデザイングループ西日本が経営するらくおうのサイト上の表現について有利誤認の疑いがあるため是正を申し入れた。同月末、ライフアンドデザイングループ西日本はこれを是正する旨を回答。
翌7月、傘下のライフアンドデザイングループ西日本が、経営する葬儀社のブランドを小さなお葬式に統一

## 各事業内容
葬祭事業
- セレなび － 全国の葬儀社を掲載、案内するサイト
- 小さなお葬式 － お葬式からお墓のことまで、全国対応する葬儀関連事業。2009年10月サービスを開始。
- てらくる － お葬式や法要でお勤めを行うお坊さんを定額で手配するサービス。
- recole-リコレ- － 仏具一式がセットになった高品質なお仏壇や、本位牌を販売するサービス。
- OHAKO － 各々の条件に合う納骨先を探せるサービス。
- enishi（えにし） － 訃報連絡にかかるご遺族の負担を減らし、誰もが時間と場所を選ばずに供養の気持ちを伝えることができるサービス。
- 小さなお葬式の知恵袋 － お葬式のエキスパートとして活躍している専門家が質問に回答する、葬儀・法要専門のQ＆Aサービス。
- RashiK（ラシク） － エンディングライフ全般に関するWEBメディア。
- お花配達.com － お葬式や法要の際に贈る供花を、インターネットから注文することにより、 全国へ送料無料で即日配達するサービス。

この他、元取締役の和田翔雄が代表取締役を務める東京博善のコールセンター業務を受託している。
保育事業
- 本町おひさま保育園 － 夕食や夜間の延長保育にも対応[11]。

### 過去の事業
- リノコ － リフォーム事業
- ウェディングナウ － ブライダル事業
- ソエンド － 広告事業

## 関連会社
親会社
- アルファクラブ武蔵野 － 「さがみ典礼」「家族葬のタクセル」名義で葬祭事業、「ベルヴィ」名義でブライダル事業

子会社
- ライフアンドデザイン･グループ
  - ライフアンドデザイングループ西日本 － 「らくおう」名義で関西・石川で葬祭事業
  - こすもす － 神奈川で葬祭事業
  - ルミーナ － 兵庫で葬祭事業
  - セレサ － 大阪で訪問看護事業

## 不祥事
景品表示法に基づく措置命令
2018年12月21日、消費者庁は当社が運営する葬儀サービス「小さなお葬式」にて、景品表示法に違反する行為（同法第５ 条第２号（有利誤認）に該当）が認められたことから、同法第7条第1項の規定に基づき、措置命令を行った。
景品表示法に基づく課徴金納付命令
2021年7月2日、消費者庁は当社が運営する葬儀サービス「小さなお葬式」にて、葬儀費用に追加料金がかからないかのように広告したのは景品表示法違反（有利誤認）に当たるとして、課徴金1億180万円の納付を命じた。消費者庁表示対策課によると、2016年4月～17年12月、自社サイトで「小さなお別れ葬」など四つの葬儀サービスの価格について「追加料金一切不要」「プラン金額がお葬式にかかる全ての費用」と表示。しかし実際は、霊きゅう車の搬送距離や遺体の安置期間などによって、追加料金が発生していた。